# Brucknerallee 180 (Mönchengladbach)

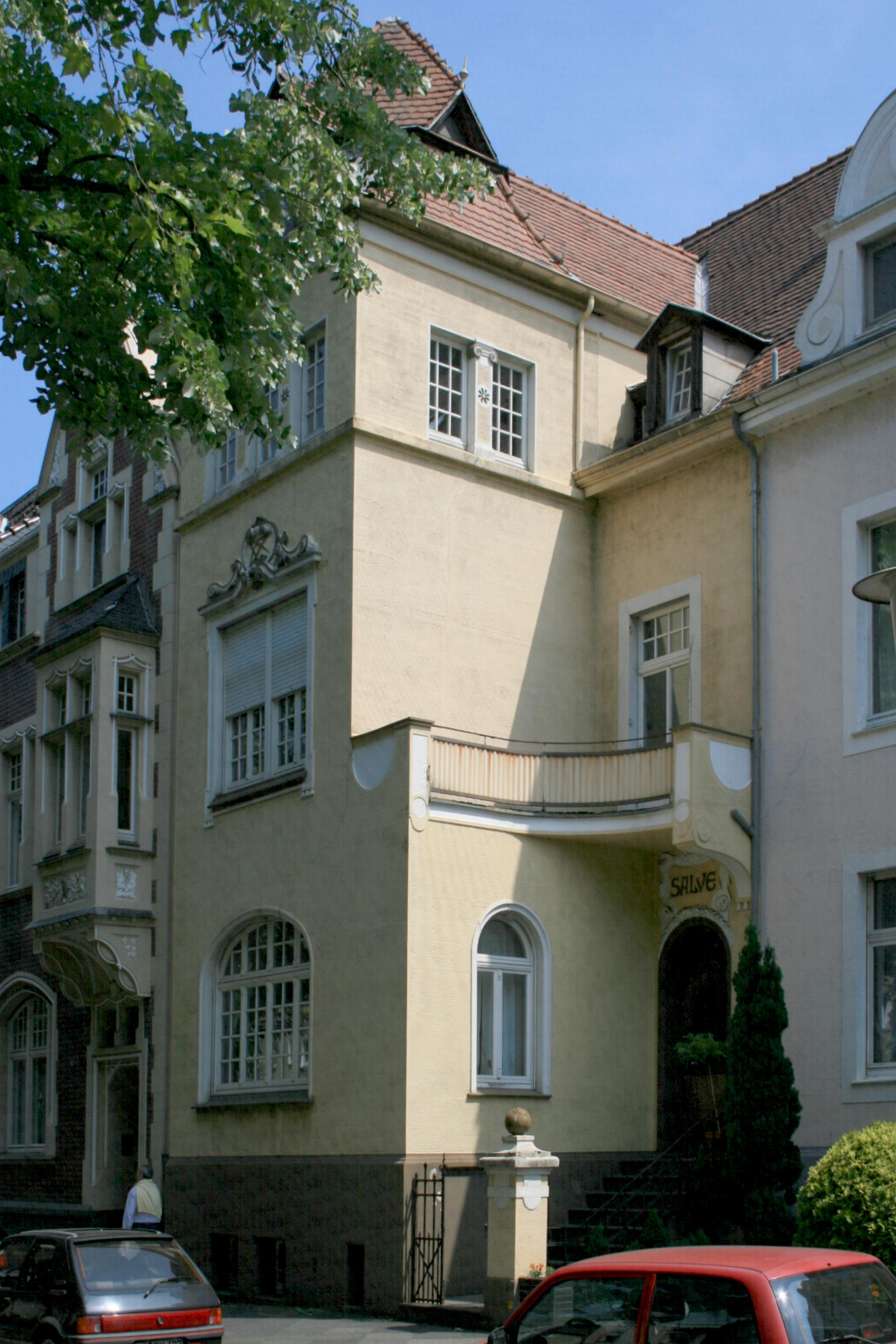
Wohnhaus (2010)

Das Wohnhaus Brucknerallee 180 steht im Stadtteil Grenzlandstadion in Mönchengladbach (Nordrhein-Westfalen).
Das Gebäude wurde 1903 erbaut. Es ist unter Nr. B 097 am 2. März 1989 in die Denkmalliste der Stadt Mönchengladbach eingetragen worden.

## Architektur
Dieses bürgerliche Wohnhaus ist als rechter, abschließender Teil einer geschlossenen und außerordentlich gut erhaltenen Gruppe (Nr. 176–196) historischer Stadthäuser zu betrachten. Bei dieser Gruppe handelt es sich um das Kernstück der vor der Jahrhundertwende als Prachtstraße und als weitere Verbindungsachse zwischen Rheydt und Mönchengladbach angelegten Allee.
Das zweieinhalbgeschossige, traufständige Wohnhaus mit ausgebauter Dachmansarde und dezenter Stuckornamentik auf gekämmter Putzfassade weist eine Besonderheit auf. Das auffallende charakteristische Merkmal dieses Gebäudes ist ein durchgehender Versatzsprung in der Fassade, der das Haus in zwei Achsen teilt. Auch die Höhe der Traufe ist unterschiedlich und entspricht der jeweiligen Nachbarbebauung.